# Drongawn Lough SAC
Drongawn Lough SAC este o arie protejată (arie specială de conservare — SAC, sit de importanță comunitară — SCI) din Irlanda întinsă pe o suprafață de 31,42 ha, integral pe uscat.

## Localizare
Centrul sitului Drongawn Lough SAC este situat la coordonatele 51°48′53″N 9°50′30″W / 51.814752°N 9.841785°V.

## Înființare
Situl Drongawn Lough SAC a fost declarat sit de importanță comunitară în iunie 1999 pentru a proteja un număr necunoscut de specii din flora spontană și fauna sălbatică aflate în arealul zonei. Situl a fost protejat și ca arie specială de conservare în decembrie 2017.

## Biodiversitate
Situată în ecoregiunea atlantică, aria protejată conține 1 habitat natural: Lagune de coastă.
La baza desemnării sitului se află un număr nedeclarat de specii protejate.
Pe lângă speciile protejate, pe teritoriul sitului au mai fost identificate 2 specii de plante, 8 specii de nevertebrate.